# شاهین الله‌یاروف
شاهین الله‌یاروف (ترکی آذربایجانی: Şahin Hüseynbala oğlu Allahyarov; ۲۹ ژانویهٔ ۱۹۹۳ – ۱ نوامبر ۲۰۲۰) فرد نظامی اهل جمهوری آذربایجان بود.
وی همچنین برندهٔ جوایزی همچون نشان برای آزادسازی شوشی و نشان قهرمان جنگ میهنی شده‌است.